# Полынь цитварная
Полы́нь цитварная или Дармина  (лат. Artemisia cina), вид семейства Астровые (Asteraceae), род Полынь (Artemisia), класс (Magnoliopsida) – эндемичное растение Средней Азии, в диком виде встречается только в Южно-Казахстанской области.

## Ботаническое описание

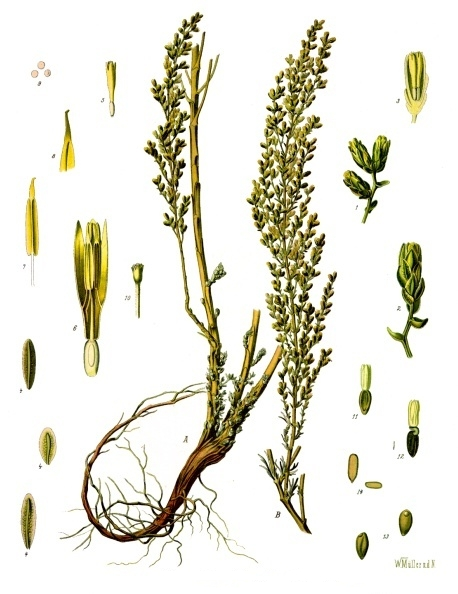

Полукустарник высотой 40-70 см. Корневая система состоит из одного, реже нескольких стержневых деревянистых темно-бурых корней, длиной 1,5-2 м, с многочисленными более мелкими боковыми корнями. Стеблей несколько, прямостоячие или восходящие, одревесневающие, красноватые, ветвистые в верхней части. Ветви тонкие, направленные вверх, почти прижатые к стеблю. Основания стеблей зимующие, деревянистые, сероватые, несущие большое число почек. Листья очередные, дваждыперисторассеченные на мелкие узколинейные дольки. Нижние стеблевые листья черешковые, длиной 3-6 см, опушенные, сизые. Стеблевые листья сидячие, длиной до 1,5 см, слабо опушенные, зеленые; верхние из них простые, линейно-ланцетовидные, длиной 0,3-0,5 см. К моменту цветения листья, за исключением верхушечных, опадают. Соцветия – очень мелкие корзинки, собранные в пирамидальные узкие метелки. Корзинки яйцевидные, трех-, шестицветковые, зеленовато-желтые, во время бутонизации длиной 1,5-3 см, во время цветения – длиной 3-6 мм. Обертка корзинки состоит из 10-12 черепитчато расположенных железистых, пленчатых по краям листочков. Общее ложе корзинки коротко-коническое, голое. Цветы обоеполые, длиной 2-3 мм. Чашечки нет, венчик трубчатый, колокольчато расширенный кверху, пятизубчатый с эфирно-масличными железками, большая часть которых сосредоточена на основании трубки венчика. Тычинки, числом 5, со сросшимися в трубку пыльниками. Пестик с нижней одногнездной завязью и 2 желтоватыми бахромчатыми рыльцами. Плод – серая, бороздчатая семянка, длиной 1-1,6 мм, слегка выпуклая с одной стороны.

## Распространение и экология
Полынь цитварная — эндемичное растение Средней Азии (южный Казахстан). Встречается в долинах рек Сырдарьи, Арыси и других, в Таджикистане.
Растёт крупными массивами по речным долинам, в пустынных равнинных и предгорных районах.
Введена в культуру.

## Химический состав
В надземных частях растения содержатся сесквитерпеновый лактон сантонин (до 7 %) и 1,5—3 % эфирного масла, в состав которого входят цинеол и другие терпены (70—80 %), камфора, карвакрол.

## Значение и применение
В качестве лекарственного сырья используют цветки полыни цитварной (лат. Flores Cinae), часто неправильно называемые цитварным семенем, — нераспустившиеся цветочные корзинки, собранные в фазу бутонизации.
Цветочные корзинки обладают противоглистным действием. Основным действующим веществом является сантонин. 
Получаемое эфирное масло содержит 5—7 % туйилового спирта и до 80 % цинеола, использовалось для замены эвкалиптового и экспортировалось из СССР, ранее монопольно из Российской Империи.
Эфирное масло дарминол, получаемое из цитварной полыни, обладает сильным бактерицидным свойством, применяют как антисептическое средство.
Наружно применяется при мышечном и суставном ревматизме, при невралгиях и люмбаго.

## Классификация

### Таксономия[6]
Seriphidium cinum (O.Berg) Poljakov, 1961, Trudy Inst. Bot. Akad. Nauk Kazakhst. S.S.R. 11: 176
Вид Полынь цитварная относится к роду Artemisia семействa Астровые (Asteraceae) порядка Астроцветные (Asterales). Кладограмма в соответствии с Системой APG IV:
|  |                     |  |                                   |                                   |                      |  | ещё 10 семейств | ещё 10 семейств |                  |  |  |  | ещё 34 подтверждённых вида |
|  |                     |  |                                   |                                   |                      |  | ещё 10 семейств | ещё 10 семейств |                  |  |  |  | ещё 34 подтверждённых вида |
|  |                     |  |                                   | порядок Asterales                 |                      |  |                 |                 | род Artemisia    |  |  |  |                            |
|  |                     |  |                                   | порядок Asterales                 |                      |  |                 |                 | род Artemisia    |  |  |  |                            |
|  | отдел Magnoliophyta |  |                                   |                                   | семейство Asteraceae |  |                 |                 | Полынь цитварная |  |  |  |                            |
|  | отдел Magnoliophyta |  |                                   |                                   | семейство Asteraceae |  |                 |                 |                  |  |  |  |                            |
|  |                     |  | ещё 63 порядка цветковых растений | ещё 63 порядка цветковых растений |                      |  |                 | ещё 1804 рода   | ещё 1804 рода    |  |  |  |                            |
|  |                     |  |                                   | ещё 63 порядка цветковых растений |                      |  |                 |                 | ещё 1804 рода    |  |  |  |                            |